# Ernst Cahn (Widerstandskämpfer)

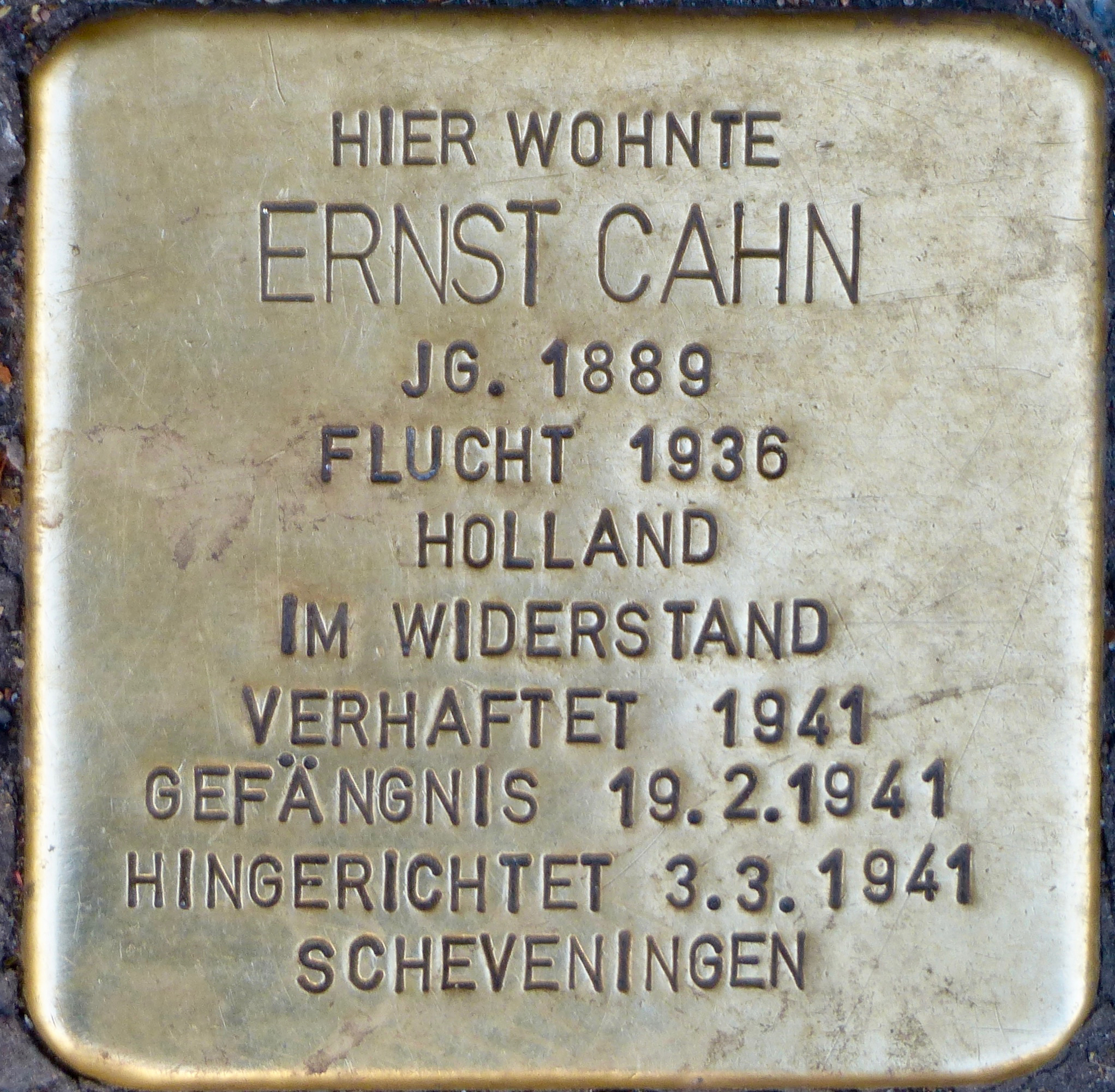
Stolperstein für Ernst Cahn (Roonstraße 31, Köln)

Ernst Cahn (∗ 27. Juli 1889 in Remagen; † 3. März 1941 auf der Waalsdorpervlakte) war ein vor den Nazis aus Köln geflohener jüdischer Widerstandskämpfer in den Niederlanden während des Zweiten Weltkriegs. Er war der erste Widerständler der in den besetzten Niederlanden hingerichtet wurde.

## Vor dem Zweiten Weltkrieg
Ernst Cahn war eines von sechs Kindern des Weingroßhändlers Salomon Cahn und seiner Frau Rosa Katzenstein. Seit Mitte der 1890er Jahre lebte die Familie Cahn in der Roonstraße 31 in Köln. Verheiratet war Ernst Cahn seit 1914 mit Lina Hoffmann, gemeinsam hatten sie zwei Töchter. Von 1924 bis 1928 lebten sie in Amsterdam, kehrten dann aber zurück nach Köln. Nach der so genannten „Machtergreifung der Nationalsozialisten“ verlor der Kaufmann Ernst Cahn seine wirtschaftliche Basis und emigrierte 1936 erneut nach Amsterdam.
Er eröffnete mit seinem Kompagnon Alfred Kohn, geboren in Berlin am 8. April 1890, die Eisdielen Koco in der Van Woustraat 149 und in der Rijnstraat 71–73. Über letztere hat Anne Frank in ihrem Tagebuch berichtet.
Am 24. Mai 1939, also ein Jahr vor dem Überfall von Nazideutschland auf die westlichen Nachbarländer am 10. Mai 1940, griff eine Gruppe von niederländischen Nazis die Eisdiele an.

## Widerstand, Verhaftung und Hinrichtung

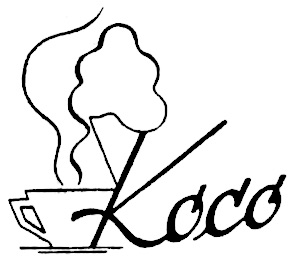
Anzeige mit den besten Neujahrswünschen für das neue jüdische Jahr von der Eisdiele Koco in der Wochenzeitung „Nieuw Israelietisch weekblad“ vom 13. September 1939.

Die Besitzer Cahn und Kohn und einige (hauptsächlich jüdische) Kunden beschlossen, dass sie in Zukunft besser vorbereitet sein sollten. Sie besorgten sich Taschenlampen und Schlagstöcke (verkleidete Gasrohre mit Riemchen) und bekamen Hilfe von einem Installateur. Dieser installierte in ihrem Laden in der Van Woustraat eine 50 cm lange, mit Ammoniakgas gefüllte Metallflasche, die speziell für diesen Zweck angefertigt worden war, damit sie auf etwaige Angreifer gerichtet werden konnte. Andere Zeugen berichteten von einer Ammoniakleitung von der Eismaschine zur Tür mit am Ende eine Düse.
Einige kleine Erfolge dieser Selbstverteidigungsgruppe bei einzelnen niederländischen Nazis stärkten ihr Selbstvertrauen so sehr, dass einige begannen, jegliche Geheimhaltung zu vernachlässigen. Für viele jugendliche Teilnehmer wurde es zu einem Wild-West-Abenteuer, aufregend und lustig.
Am Mittwochabend, dem 19. Februar 1941, überfiel eine Streife der deutschen Ordnungspolizei, auch Grüne Polizei genannt, die Eisdiele, nachdem sie am 15. Februar dort schon die Scheiben zertrümmert hatten. In der Eisdiele stand die Widerstandsgruppe bereit und es kam zu einem Handgemenge. Sie versprühten wie geplant das Kühlmittel Ammoniak. Ernst Cahn und Alfred Kohn wurden verhaftet und nach schwerem Folter in Amsterdam und in einer Zellenbaracke des Gefängnisses von Scheveningen (das später so genannte Oranjehotel) von einem deutschen Gericht verurteilt. Sie hatten trotz der Folter nicht den Namen des Installateurs preisgegeben. Cahn wurde zum Tode verurteilt und am 3. März 1941 im nahen Dünengebiet hingerichtet und war damit der erste Mensch, der in den Niederlanden durch ein Erschießungskommando ums Leben kam. Diese Hinrichtungsstätte auf der Waalsdorpervlakte sollte noch viele Male genutzt werden. Alfred Kohn wurde zu zehn Jahren verurteilt, deportiert und kam in Auschwitz ums Leben, wahrscheinlich am 18. Januar 1945.

## Folgen
Auf Grund dieser so genannten „Koco-Affäre“ ordnete Heinrich Himmler sofortige Repressalien an. Es sollten 425 Juden verhaftet werden, und so fand am 22. Februar die erste Razzia im jüdischen Viertel statt. Das Viertel wurde abgesperrt, die Grüne Polizei zerrte junge Männer von der Straße und auf der Suche nach Opfern wurden Türen eingetreten. Frauen und Kinder wurden misshandelt. Am nächsten Tag wiederholte sich dieses Muster, bis es „genug“ Opfer gab.
Dies veranlasste den kommunistischen Widerstand in Amsterdam, aktiv zu werden und sie initiierten den Februarstreik. Er begann am Dienstag, dem 25. Februar 1941, bei den städtischen Verkehrsbetrieben und anderen städtischen Diensten. Bald folgten Metall- und Hafenarbeiter (die schon in den Monaten zuvor gestreikt hatten, teilweise aus Protest gegen die Zwangsarbeit in Deutschland). Da die Straßenbahn nicht fuhr, wusste bald die ganze Stadt, was vor sich ging. Der Streik griff am nächsten Tag auf das Umland über und es wurden Truppen der SS und der Polizei eingesetzt, wobei mindestens sieben Menschen erschossen wurden. Dies war das erste und größte Ereignis gegen die Judenverfolgung in West-Europa.

## Posthume Ehrungen

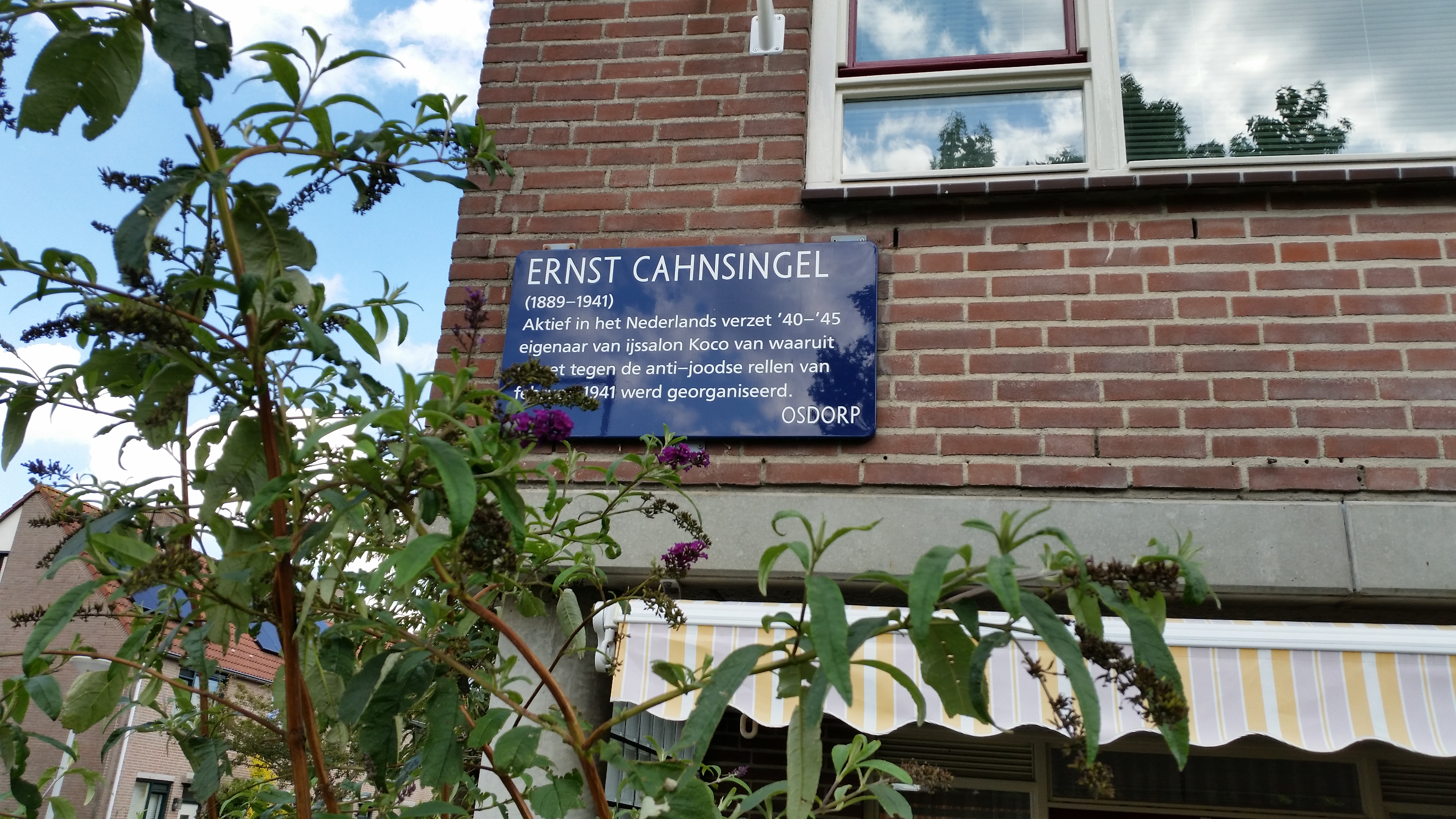
Straßenname in Amsterdam Nieuw-West (September 2020)

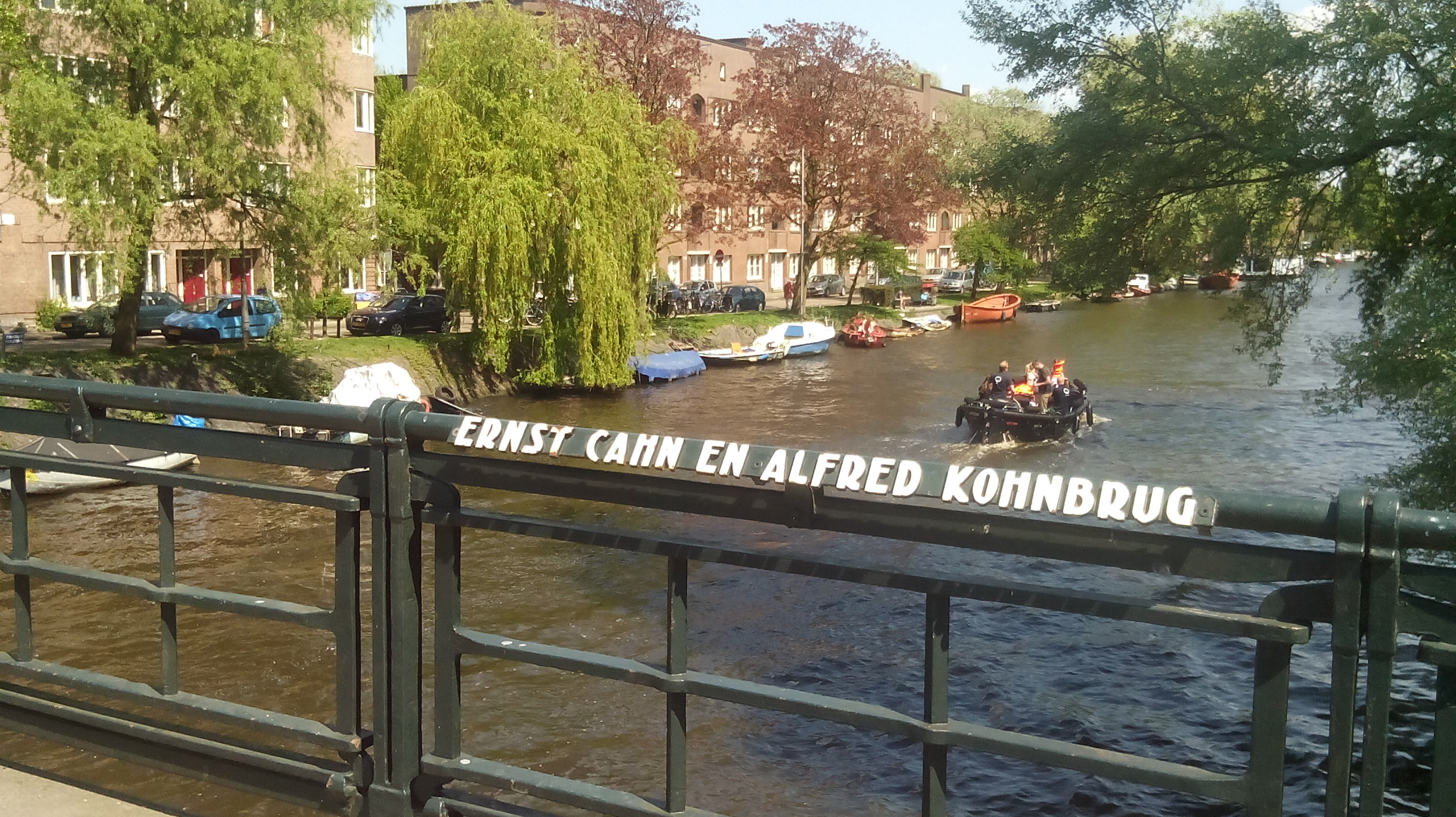
Ernst Cahn und Alfred Kohnbrücke in Amsterdam

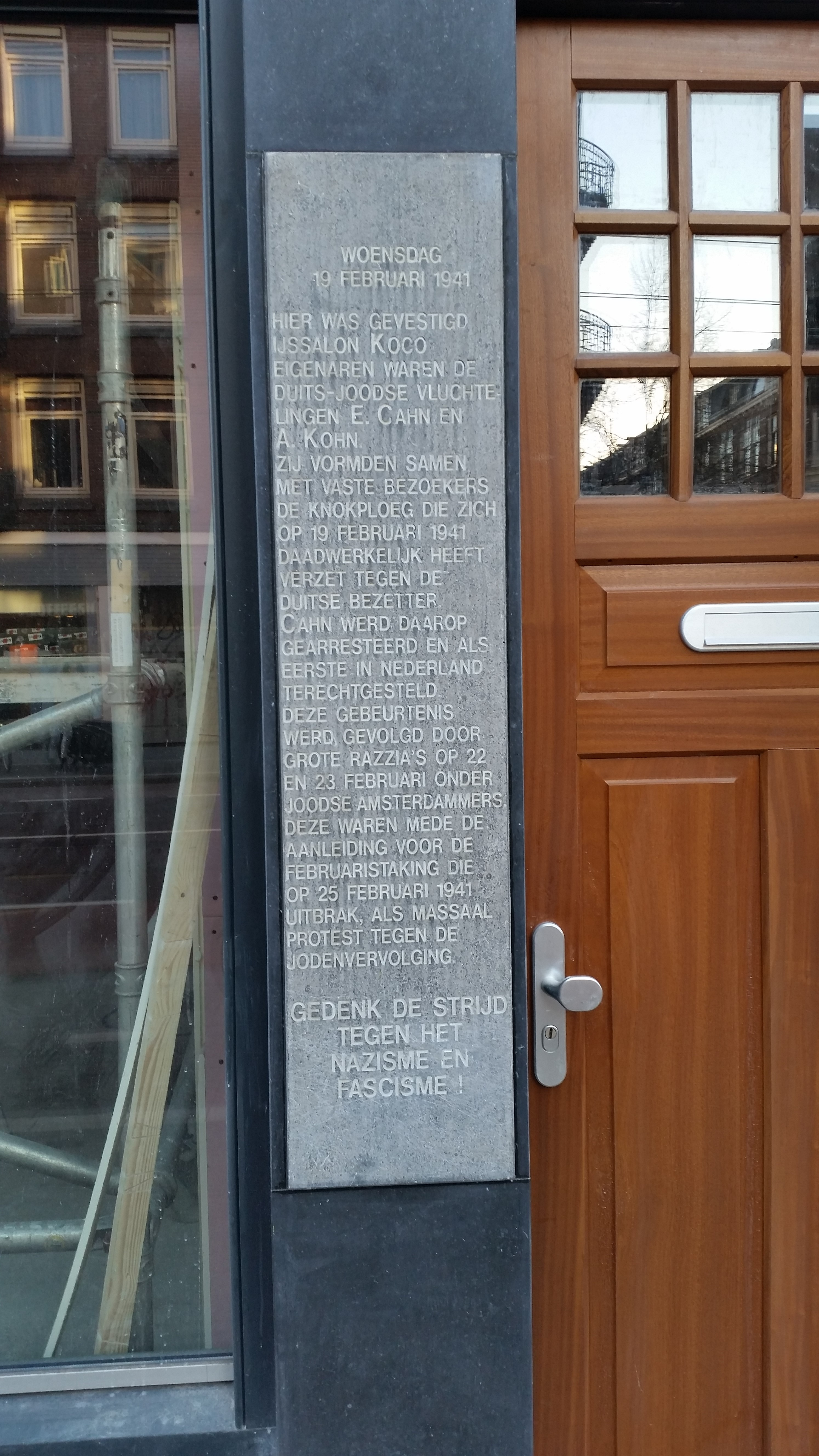
Gedenktafel Koco, Van Woustraat 149, Amsterdam

- Nach dem Krieg wurde die Straße Ernst Cahnsingel im Amsterdamer Stadtteil De Aker in Amsterdam Nieuw-West nach ihm benannt.
- In Amsterdam wurde die Brücke 401 über den Amstelkanal, zwischen der Rijnstraat und der van Woustraat, in Ernst Cahn en Alfred Kohnbrug umbenannt.[10][11][12]
- Die Ereignisse im Krieg um die Eisdiele wurden 1985 in einem Spielfilm von Dimitri Frenkel Frank unter dem Titel De ijssalon (Die Eisdiele) verfilmt. Ernst Cahn heißt in diesem Film Otto Schneeweiß.[13][14]
- An der Fassade des Hauses Van Woustraat 149, wo sich Eisdiele Koco befand, hat der Stadtteilrat eine Gedenktafel angebracht.[15]
- Am 2. September 2014 wurde vor dem Haus Roonstraße 31 in Köln ein Stolperstein für Ernst Cahn verlegt, gestiftet vom Kölner Bezirksbürgermeister Andreas Hupke. Siehe Liste der Stolpersteine im Kölner Stadtteil Neustadt-Süd